# 約翰·約翰森
約翰·甘納爾·約翰森（冰島語發音：[ˈjouːhan ˈjouːhansɔn]，1969年8月19日—2018年2月9日），冰島男作曲家和導演。從2002年發行個人專輯開始，他便在戲劇、舞蹈和電影等領域參與音樂的製作。
約翰和導演丹尼·維勒納夫合作多次，如電影《私法爭鋒》（2013年）、《怒火邊界》（2015年）、《異星入境》（2016年）和《銀翼殺手2049》（2017年，未使用）。他也曾憑《愛的萬物論》（2014年）和《怒火邊界》而兩次入圍奧斯卡最佳原創音樂獎，並因《愛的萬物論》而贏得了金球獎最佳原創音樂。他还与中国导演娄烨合作了《浮城谜事》（2012年）、《推拿》（2014年）和《风中有朵雨做的云》（2018年）三部电影；其中以《浮城谜事》获得第49届金马奖最佳原创电影音乐。
他執導的首部長片《後人類傳說》（Last and First Men）於2020年的第70屆柏林影展上首映。

## 死亡
2018年2月9日，約翰被發現死於柏林的公寓，享年48歲。死因為在服用處方藥時吸食過量的古柯鹼。

## 外部連結
- 官方网站
- 約翰·約翰森在互联网电影资料库（IMDb）上的資料（英文）
- 約翰·約翰森在豆瓣上的资料（简体中文）